# Marianne Chaud
Marianne Chaud, née en 1976 à Briançon (Hautes-Alpes), est une ethnologue et réalisatrice de documentaires française, spécialiste de la région du Ladakh-Zanskar, en Inde.
Lors d'un séjour en Inde, elle découvre l'Himalaya et se prend de passion pour la région du Ladakh-Zanskar. Elle réalise alors plusieurs documentaires sur les habitants de cette région. Ses films sont sélectionnés dans de nombreux festivals en France et à l'étranger et elle reçoit plusieurs prix.

## Biographie

### Enfance et formation
Marianne Chaud est née en 1976 à Briançon, dans les Hautes-Alpes. Elle grandit à Puy-Saint-Vincent, au sud du massif des Écrins, où elle s'adonne à l'alpinisme et à l'escalade. À 14 ans, elle participe à une mission humanitaire dans la chaîne montagneuse du Haut Atlas au Maroc. En 1996, âgée de seulement 20 ans, elle part en voyage en Inde. Tombée amoureuse de ce pays, elle prépare un diplôme d'études indiennes et apprend l'hindi, en parallèle de ses études de lettres modernes.
En 1998, elle part vivre une année entière à Bombay dans une famille indienne, afin de réaliser son mémoire de maîtrise sur les théâtres folkloriques indiens. Au cours de ce séjour, elle voyage dans l'Himalaya et découvre la culture bouddhiste. Elle décide alors de recentrer ses études à École des hautes études en sciences sociales (EHESS) sur une région au nord de l'Inde : le Ladakh-Zanskar. En 1999, elle sillonne pendant six mois les vallées de cette région et réunit des informations sur le théâtre populaire ladakhi.
De 2000 à 2007, elle prépare sa thèse en ethnologie sur la relation des hommes et des femmes à leur territoire dans la région himalayenne du Zanskar, sous la direction de l'anthropologue et ethnologue Jean-Claude Galey. Pendant sept ans, elle y fait des séjours de quatre à six mois, à différentes époques de l'année. Vivant chez l'habitant, elle apprend le dialecte local, adopte les règles et les pratiques autochtones, participe aux travaux agricoles et domestiques, tout en poursuivant ses observations. Elle va peu à peu créer des liens d'amitié avec les habitants et ces derniers lui donnent le nom ladakhi d'Angmo, qui signifie « Celle qui est capable d'agir »,.

### Réalisatrice de documentaires
Pour partager sa passion du Ladakh-Zanskar, Marianne Chaud organise des conférences en France. En 2004, elle intervient comme spécialiste dans l'émission Ushuaïa Nature sur le Ladakh. Elle explique à Nicolas Hulot les fondements du bouddhisme, le mode de vie des villageois,.
En 2005-2006, elle participe à la réalisation d'un documentaire sur la vie des femmes au Zanskar en tant que co-autrice et assistante de réalisation : Devenir une femme au Zanskar, diffusé en mai 2007 sur France 5. Découvrant la richesse des images pour rendre compte des complexités culturelles, elle décide de réaliser son propre documentaire. Elle y va seule pour être plus fidèle à sa démarche d'ethnologue,.
De juillet à octobre 2006, elle retourne au Zanskar dans le village de Sking, équipée d'une caméra, d'un micro cravate et d'un micro unidirectionnel. Elle filme le déroulement des moissons ainsi que l'évolution des relations qu’elle noue avec les villageois et les villageoises. Produit par la maison de production française Zoologic and Ethnologic Documentary (ZED), son documentaire, Himalaya, la terre des femmes,, est diffusé sur Arte en juillet 2008,. Le film est présenté dans de nombreux festivals et gagne plusieurs prix. L'année suivante, elle réalise son second documentaire, Himalaya, le chemin du ciel, qui gagne encore plus de prix dans des festivals et se voit même nommé au César 2010 dans la catégorie meilleur film documentaire,.
En 2010, elle passe six mois sur les plateaux du Karnak, dans le sud-est du Ladakh, pour tourner son nouveau film La Nuit nomade sorti en salle le 4 avril 2012,.
Elle est invitée dans plusieurs festivals français liés au voyage, dont Le Grand bivouac en 2019 ou Étonnants Voyageurs en 2020.
Vivant à nouveau dans ses Alpes françaises natales, elle voit dès 2016 l'arrivée dans le Briançonnais des exilés qui arrivent en France : impliquée dans leur accueil, elle décide ensuite de tourner un nouveau film en hommage à leur courage : L'Aventure,, paru en 2020 et tourné sur trois années,. Ce documentaire suit une partie de ces personnes à leur arrivée, après un parcours déjà long, et dans la période suivante, au cours des démarches administratives et dans l'attente de connaître quel sera leur sort, en s'intéressant à leurs rêves, leurs vies passées et leurs interrogations, tout en dévoilant peu à peu une forme d'universalité des êtres humains,. Elle suit notamment Mamadou, que son périple dans la neige a fait amputer des deux pieds, gelés, et qui a dû se reconstruire progressivement, mais aussi le jeune poète Ossoul, arrivé un peu plus tard, inquiet et nostalgique quand il est arrivé, Charlotte et d'autres encore,.

## Filmographie
- 2006 : Devenir une femme au Zanskar[1],[3]
- 2007 : Himalaya, la terre des femmes
- 2008 : Himalaya, le chemin du ciel
- 2011 : Orphelins du Tibet
- 2012 : La Nuit nomade
- 2020 : L'aventure[15],[3] (auparavant nommé Dans nos montagnes, sur les routes de l'exil[13],[17])

## Distinctions
Les documentaires de Marianne Chaud ont été sélectionnés dans de nombreux festivals en France et à l'étranger. Ils ont reçu plusieurs prix.
- Pour Himalaya, la terre des femmes[10] :
  - Festival du film de montagne de Trente (Italie) : Meilleur film
  - Festival international du film de montagne d'Autrans (France) : Prix du public & Meilleur film

- Pour Himalaya, le chemin du ciel[11] :
  - Festival du film de montagne de Trente (Italie) : Grand prix
  - Festival de Val d'Isère (France) : Prix espoir CMC
  - Festival du film des Diablerets (Suisse) : Diable d'or Cultures du monde - Prix du président du festival
  - Festival international du film de montagne d'Autrans (France) : Prix du public & Prix National Geographic
  - Festival Georges de Caunes (France) : Jarre d'or
  - Festival international du film de femmes de Dortmund : Prix du public
  - César 2010 : Nomination au meilleur film documentaire[1],[18]

- Pour La Nuit nomade[19] :
  - Festival de Montagne de Banff (Canada) : Meilleur film de montagne
  - Festival de Lessinia (Italie) : Prix du Curatorium Cimbricum Veronense
  - Festival du film de montagne de Trente (Italie) : Genziana d'Oro Città di Bolzano & Prix du public

- Pour L'Aventure :
  - Société civile des auteurs multimédia (SCAM) (France) : bourse Brouillon d'un rêve[15]